# Jennifer Holloway
Jennifer Holloway és una mezzosoprano i soprano operística estatunidenca. Va començar en e registre de mezzosoprano cantant papers com el d'Adalgisa a la Norma de Bellini i es va traslladar a papers de soprano com ara Salome i Grete Graumann a Der ferne Klang de Schreker.
Holloway va néixer a Ohio. Va estudiar veu a la Universitat de Geòrgia i a la Manhattan School of Music. El 2005, va guanyar el primer premi a la regió de Geòrgia de les audicions de la Metropolitan Opera National Council. El 2006, va guanyar la competició McCammon de l'òpera de Fort Worth. Holloway va obtenir reconeixement internacional quan va aparèixer a l'Òpera de Santa Fe el 2006 com a Le Prince Charmant a la Cendrillon de Massenet al costat de Joyce DiDonato com a Ventafocs. Va debutar amb la Metropolitan Opera la temporada 2010/11 com a Flora a La traviata i va tornar-hi la temporada 2012/13 com a Tebaldo al Don Carlos.
Va interpretar per primera vegada el paper de Salome de Richard Strauss al Semperoper, on també va aparèixer com a Cassandre a Les Troyens de Berlioz la temporada 2017/18. Va interpretar per primera vegada el paper de Sieglinde Die Walküre de Wagner a l'Hamburgische Staatsoper. El 2018, va aparèixer com a Donna Elvira al Don Giovanni de Mozart en una actuació a l'aire lliure de l'emissora NDR a Hannover. El 2019, va aparèixer com a Grete Graumann a Der ferne Klang de Franz Schreker a l'Òpera de Frankfurt, on s'havia estrenat l'òpera el 1912. Un crític va assenyalar la seva sensible actuació en totes les etapes de la vida del personatge principal, amb un registre brillantment alt i alhora un timbre càlid líric («in Höhe strahlenden wie lyrisch warmem Sopran»).